# دوغلاس ووكر
دوغلاس ووكر (بالإنجليزية: Dougie Walker) هو عداء سريع بريطاني، ولد في 28 يوليو 1973 في إنفرنيس في المملكة المتحدة.

## وصلات خارجية
- دوغلاس ووكر على موقع الاتحاد الدولي لألعاب القوى (الإنجليزية)